# 白魔道士
白魔道士（しろまどうし）は、スクウェア・エニックスのゲームソフト・ファイナルファンタジーシリーズ（以下、FFシリーズ）に登場するキャラクタークラスや肩書きの一つである。FFシリーズでは、キャラクタークラスをジョブという。
『FFII』では白魔導師、『FFIII』、『チョコボと魔法の絵本』では白魔道師、『FFX-2』では白魔導士と表記している。回復・援護を主体とする白魔法とよばれる魔術を使う。対の存在として黒魔道士がいる。

## 概要
初登場は『ファイナルファンタジー』。白魔術士の上位ジョブ。
『ファイナルファンタジーIII』などのジョブシステムがあるシリーズではジョブの一つ。
チョコボシリーズなどでは、シロマや、単に白魔道士とだけ呼称するなど、一人の人物の固有名詞のように扱われることがある。

## 外見
基本的に、袖や足元、フードの顔の周り部分に赤い山形模様が入った白いローブを身につけている。フードを被るのは女性だけで、男性は被らない。また、黒魔道士とは異なり素顔は晒している。
魔道士系ジョブの例に漏れず力が弱く、ロッド、メイス、杖、フレイルなどの軽い打撃武器を好む。しかし、白魔道士は黒魔道士よりは力が強いが、ジョブ特性から刃物を嫌う傾向にあり、黒魔道士が装備可能な短剣を装備することができない。これは「できない」のではなく「装備しない」と言った方が実態には近い。
ただし、一部作品では上記とは異なる格好の白魔道士も登場する。

## 作品ごとの個性
ファイナルファンタジーシリーズ全般において、白魔道士であるキャラクターやジョブは、「白魔法」を扱うことが前提にあるため、白魔法が使えない白魔道士はいない。白魔道士は主に「回復」に関する魔法やキャラクターを強化する魔法が多い。武器は、基本的に杖しか装備できないが、作品によっては与一の弓やニルヴァーナのように強力な武器も存在する。作品によっては白魔道士とされていなくても、白魔道士的な役割を持つキャラクターもいる（IXのガーネットとエーコ、Xのユウナなど、白魔道士兼召喚士に近い）。
ファイナルファンタジー
初めに「白魔術士」があり、上位の「白魔道士」になることができる。白魔法はレベルが8まであり、白魔術士のままだと一部の白魔法が扱えない。後のFFシリーズの多くでは白魔法「ケアル」に備わる能力となっているものが、独立した一個の魔法として存在している。一人のHPを回復する「ケアル」系統、全体のHPを回復させる「ヒール」系統、アンデッドの性質を持つモンスターにダメージを与える「ディア」系統がある。GBA版のイラストでは、小柄な少女の外見で目の色は赤茶色。ローブの丈が床に着くほど長い。黒魔術士にしがみついて怖がっているイラストが存在する。
ファイナルファンタジーII
「ケアル」の持つ能力が、「ヒール」と「ディア」を内包するものになる。また、最も強力な白魔法とされる「アルテマ」が初めて登場する。なお、『FFII』の白魔導師は、当初からアルテマ、ホーリー以外の白魔法を全て覚えているミンウの肩書きであり、他のプレイヤーキャラクターと同じように、白魔法を忘れさせることが出来る。黒魔法を覚えさせることも出来るため、全ての白魔法を黒魔法に置き換えることも出来る。
ファイナルファンタジーIII
風のクリスタルから得られるジョブ。また上位のジョブに土のクリスタルで得られる「導師」がある。白魔法はクラスが8まであり、白魔道師はクラス7まで扱える。「空」の属性を持つ敵に大ダメージを与える攻撃タイプの白魔法「エアロ」「エアロガ」が使える。敵を瀕死にさせることができる「トルネド」はクラス8であるため導師でしか扱えない。なお、『FFIII』には「エアロラ」は登場していない。
FC版は全員フードを被っていたが、DS版でフードを被っているのはレフィアだけである。また、オープニングムービーではこの容姿をしたレフィアが登場する。
ファイナルファンタジーIV
白魔道士であるローザの能力「祈り」が登場する。MPを使用せずに天に（つまり神に）祈り味方全員のHPを少量回復させることが出来る。『ファイナルファンタジーIV アドバンス』では装備品によって「ケアルダ」と同様の効果で、稀に白魔法「エスナ」がかかる「奇跡」に変化する。また、弓矢での攻撃が必ず命中する「狙う」も使える。白魔道士のポロムは、モンスターから逃げやすくなる「うそなき」が使える。また、黒魔道士のパロムと共同することで、「ふたりがけ」という魔法が使える。ふたりがけは、プチメテオ、プチフレアのどちらかが発動し、『ファイナルファンタジーIV アドバンス』では、装備品によってWメテオが発動する。
ファイナルファンタジーV
風のクリスタルで得られるジョブ。白魔法はレベルが6まである。『FFIV』まで登場する白魔法「ケアルダ」が無くなる。「MP10%アップ」のアビリティを覚える。
パーティメンバーの1人であるレナがこのジョブの時の外見は、極めて後の『チョコボの不思議なダンジョン2』に登場するシロマのそれと似通っている。
ファイナルファンタジーX-2
他の魔道士系ドレスと同様に「こうげき」のコマンドが無くなる。「祈り」が「祈る」と名称を変え再登場するほか、自分のHPを回復させる「元気」が使える。なお、「祈る」の名称は『FFVI』のバナンの特殊コマンドとして登場している。彼のジョブは「神官」であり白魔道士ではない。
ファイナルファンタジーXI
最初から選べるスタンダードジョブの1つ。『FFXI』では白魔法は赤魔道士やナイト、学者にそれぞれ専用の魔法があり、白魔道士のみがすべてを扱えるものではないが最も多くの白魔法を扱うことができる。そのなかでも「回復魔法スキル」と「神聖魔法スキル」が全てのジョブの中で最も数値が高い。「強化魔法スキル」や「弱体魔法スキル」は他の魔道士よりも数値が低い。戦闘不能時の経験値消失を90%還元する蘇生魔法の「レイズIII」や、味方のMPを回復させる「デヴォーション」などの専用魔法やアビリティが存在する。魔道士の中でも特に物理攻撃が高いジョブであるとされ、一部のそれ専門のジョブを大きく上回る性能の武具が装備できる。白魔道士は戒律により刃物を所持することは禁止されているので、物理攻撃をするのであれば専ら片手棍や両手棍を手にとって戦ことになる。特に「片手棍スキル」が優秀で、ナイトに次ぐ数値の高さを持っている。白魔道士は片手棍や両手棍を装備すると「ウェポンスキル(WS)」という技を使うことができるが、白魔道士が専用する片手棍でのWSのひとつ「ヘキサストライク」は6回もの攻撃を繰り出す強力なものなので、装備を整えると物理攻撃に対しても十分に活躍させることができる。クエスト（サブシナリオ）は亡国となったタブナジア侯国との関わりが大きい。なお、テレポやエスナの効果が他の作品とは若干異なっている。
ファイナルファンタジータクティクス
攻撃を受けると自動的に白魔法「リジェネ」が掛かるリアクションアビリティ、「リジェネーター」や、装着すると魔法ダメージが軽減されるサポートアビリティ、「魔法防御力UP」を覚える。そのほか、敵の固定ジョブであるハイプリーストが「白養魔法」と呼ばれる白魔法と変わらない魔法を使う。
ファイナルファンタジータクティクスアドバンス
人間族、モーグリ族、ン・モゥ族、ヴィエラ族がなれるジョブ。魔法の威力が高まるが、MP消費も高くなるサポートアビリティ、「MPターボ」や、コンボアビリティ、「白コンボ」を覚える。
チョコボの不思議なダンジョン2
モンスターの住む村の中で唯一の人間、シロマが登場する。チョコボと行動を共にするときは、回復の能力でチョコボを助ける。一人で行動するときは、魔道士だけあって、「魔法の本」のレベルが初めから高く、「不思議なハネ」の所持数が豊富である。村には黒魔道士も住むが、彼らはモンスターの扱いなので人間ではない。他に、シドという人間が、村外に研究所を構えている。ピンク色の髪をしたシロマのキャラクターデザインは、以降のチョコボシリーズでも散見され、一種のスターシステム的なものになっている。
チョコボレーシング 〜幻界へのロード〜
白魔道士をプレイヤーキャラクターに選べる。シロマのスターシステム的なものであるが、名前は明かされていない。種族は人間。ホーリーカーペットという空飛ぶ絨毯型のマシンに乗り、魔法の効果を受けつけなくするアビリティ、「バリア」を持つ。彼女のストーリーモードでのホームコースは、FFシリーズでは白魔法である「ミニマム」が初めて登場するコースであり、シナリオでは白魔法「ケアル」を使う。
ダイスDEチョコボ
チョコボの友達の白魔道士が登場する。チョコボシリーズでは珍しくシロマのスターシステム的なものではなく、目深に被ったフードからブロンドヘアーを覗かせるおっとりとした性格の女性である。友達魔石として召喚でき、召喚されたエリアを通ると状態異常を回復してくれる。
はたらくチョコボ

チョコボと魔法の絵本
シロマとして登場。チョコボが過ごしている牧場の管理人で、仲間の面倒を見たりする優しいお姉さん的存在。しかし、クロマが持ってきたべブスの本に閉じ込められた仲間を助けるべく、チョコボと共に行動する。
「魔女と少女と5人の勇者」では、シドの異変によりチョコボの前に姿を現した謎の少女として登場。声優は平野綾。

チョコボの不思議なダンジョン 時忘れの迷宮
本名「シロマ・マグノーリエ」。声優は平野綾。時忘れの街から離れた場所にあるステラ牧場で育った心優しい少女。基本的には素直だが、自分が信じたことであれば周りから反対されても貫く性格で、生意気に思われる事も多い。ラファエロの正体が元凶である破壊神であるのも関わらず彼女は戦うのを拒み、クロマの言いたかった事を理解していなかった。クロマが「破壊の剣」から彼女を庇って絶命した事をきっかけに罪悪感を感じるようになる。
マリオバスケ 3on3
白魔道士のシロマが登場する。キャラクターデザインは『チョコボの不思議なダンジョン2』などのシロマを襲踏しているが、イメージが随分と異なる細身で勝ち気な美少女として登場する。髪型もシロマとは微妙に異なっていて、頭にティアラを身につけているのが主な特徴。テクニックタイプのキャラクターで、スペシャルショットの白魔法「ホーリー」を放つ。
MARIO SPORTS MIX
シロマとして登場。外見は「マリオバスケ 3on3」と同一で、スペシャルショットも「ホーリー」である。
ファイナルファンタジーレジェンズ 光と闇の戦士
光の戦士、闇の戦士両方で習得できる。レベル7までの白魔法を使う事が出来る。ギザギザ模様の色はキャラクターのイメージカラーに影響する。携帯版は男女ともグラフィックは同じだが、スマートフォン版では以来の作品と同様フードを被るのは女性だけで男性は被らない。
その他、シロマ型の白魔道士は、携帯電話のキャラ電にもある（名称は白魔道士）。

## 優劣関係にあるジョブなど
『FFI』でゲーム開始時に選択できるジョブは、白魔道士ではなく、白魔術士である。白魔術士は、白魔法を扱う点で白魔道士と同一であるが、高いレベルの白魔法は扱えない。シナリオを進めると、白魔術士は白魔道士になることができる。（クラスチェンジという）。ゲーム開始時に白魔術士として設定したプレイヤーキャラクターは、クラスチェンジにより初めて高いレベルの白魔法が扱える。
『FFIII』でジョブチェンジシステムが登場したとき、白魔術士は消滅した。しかし、『FFIII』ではジョブの優劣概念は失っておらず、白魔道士より高いレベルの白魔法が扱えるジョブ、導師が登場する。
『FFT』では敵ユニットであるザルモゥのジョブ、「ハイプリースト」が登場する。ハイプリーストは「白養魔法」と呼ばれる高位の白魔法だけを扱え、技術的には白魔法と大差ないが、「闇の契約を行使する」という設定が白魔道士とは異なる。白魔道士が装備できない、棒を装備することが出来るのも特徴の一つである。
『チョコボスタリオン』で登場するシロマは、白魔道士のローブを看護服に見立てたものを着用しているが、彼女は「秘書兼チョコボの医師」であるため、白魔道士ではない。

## 登場作品

### ファイナルファンタジーシリーズ
括弧内は職業が白魔道士のキャラクター名。※印のついている作品ではジョブチェンジシステムで括弧内のどのプレイヤーキャラクターでもなることができる。
- ファイナルファンタジー※
- ファイナルファンタジーII（ミンウ）
- ファイナルファンタジーIII※（光の戦士4人、DS版ではルーネス、レフィア、アルクゥ、イングズ）
- ファイナルファンタジーIV（ローザ、ポロム）
- ファイナルファンタジーV※（バッツ、レナ、ガラフ、ファリス、クルル）
- ファイナルファンタジーVII（エアリス）
- ファイナルファンタジーIX（ガーネット（ダガー）、エーコ）
- ファイナルファンタジーX（ユウナ）（『FFRK』のみ、原作では召喚士）
- ファイナルファンタジーX-2※（ユウナ、リュック、パイン）
- ファイナルファンタジーXI※（ミリ・アリアポー）
- ファイナルファンタジータクティクス※
- ファイナルファンタジータクティクスアドバンス※（人間族、モーグリ族、ヴィエラ族、ン・モゥ族）
- ファイナルファンタジーレジェンズ 光と闇の戦士※（ソール、セーラ、アイギス、ダスク、ナハト、ディアナ、アルバ、グレイブ）

### チョコボシリーズ
- チョコボの不思議なダンジョン2（シロマ）
- チョコボの不思議なダンジョン 時忘れの迷宮（シロマ）
- チョコボレーシング 〜幻界へのロード〜（白魔道士）
- チョコボGP（シロマ）
- チョコボと魔法の絵本（シロマ）
- ダイスDEチョコボ（白魔道士）
- はたらくチョコボ（シロマ）

### その他の作品
- マリオバスケ 3on3（シロマ）
- MARIO SPORTS MIX（シロマ）